# ひまわりバス (南九州市)

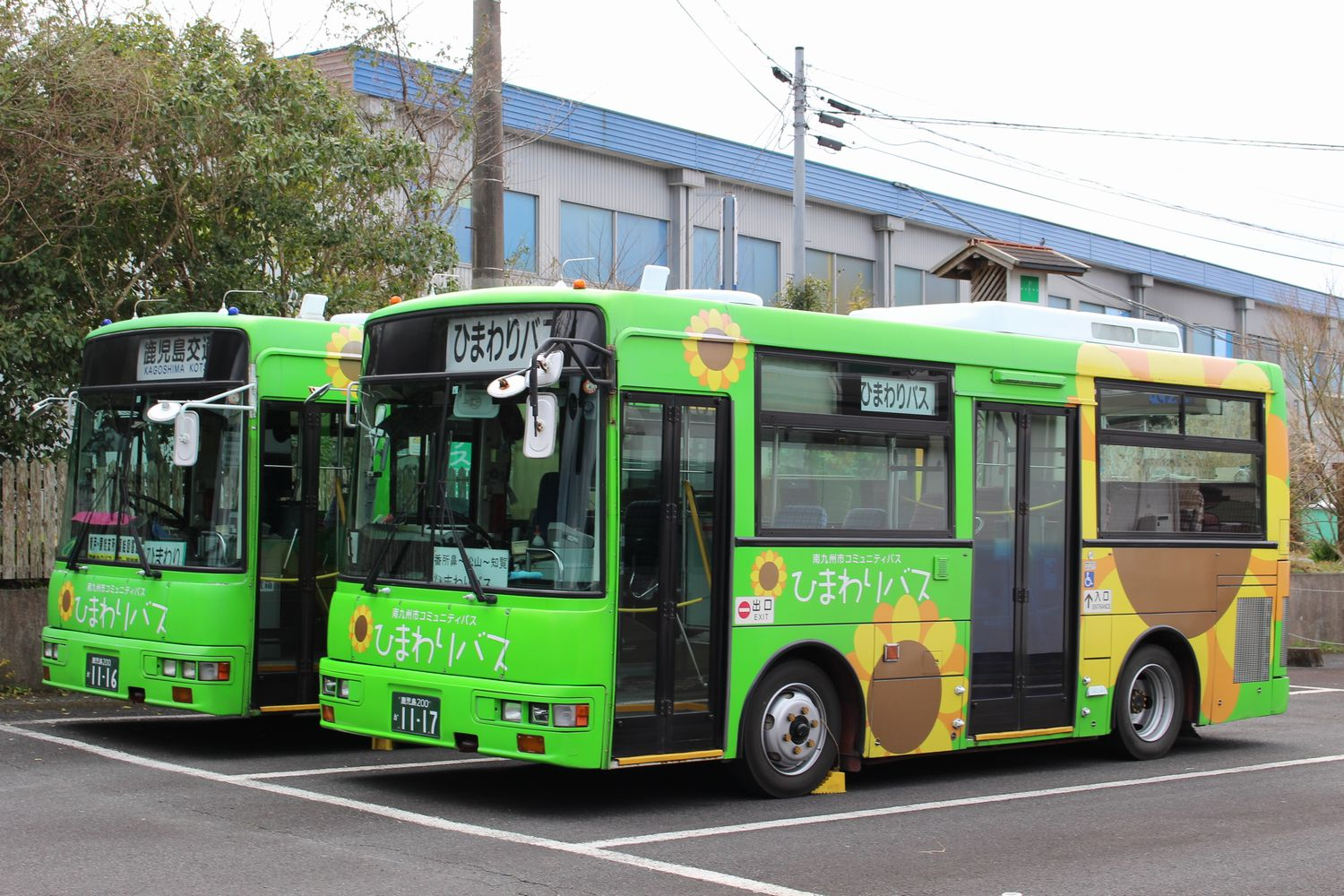
ひまわりバスの車両
日産ディーゼル・RN
（知覧バス停、2022年3月）

ひまわりバスは、鹿児島県南九州市が運行するコミュニティバスである。2009年（平成21年）9月1日運行開始。愛称「ひまわりバス」は、市の花がひまわりであることに由来する。
なお本項では、南九州市への市町村合併以前に、旧川辺町が2003年2月から運行していたコミュニティバス「川辺町地域バス」（かわなべちょうちいきバス）についても記述する。

## 沿革
- 2003年（平成15年）2月 - 川辺町により「川辺町地域バス」が4路線で運行開始[4]｡
- 2007年（平成19年）12月1日 - 市町村合併により南九州市が発足[2]。
- 2009年（平成21年）9月1日 - 南九州市により「ひまわりバス」が運行開始[2]。抜本的な見直しにより新たな運行形態となり、この際に「ひまわりバス」の愛称が付された。これに伴い「川辺町地域バス」が「ひまわりバス」へ統合される。
- 2023年（令和5年）12月 - 予約型乗合タクシー「新ひまわりタクシー」の実証運行を3系統で開始[1]。これに伴い「生活交通バス」の以下の系統を運休とする[1]。
  - 頴娃系統4（佃・奥薗線）、頴娃系統5（下出・木之元線）、頴娃系統6（矢越・山下線）、知覧系統11（竹迫・立山線）、知覧系統14（中渡瀬・木原線）、川辺系統5（西の原・高田線）、川辺系統6（東木場・大久保線）、川辺系統13（本別府・宮線）

## ひまわりバス

### 概要
南九州市では「ひまわりバス」として、市内の公共交通空白地域の解消のため、各地区の拠点を結ぶ「拠点間バス」と、地区内での通院や買い物など生活上の移動を支援する「生活交通バス」の2種類のコミュニティバス路線を運行している。
ひまわりバスの路線は、拠点間連絡バス2系統、生活交通バス40系統からなる。
- 拠点間連絡バスは、南九州市役所の各支所や主要な施設など、拠点となる地区を結ぶ2系統の路線。日曜日を除く毎日、1日4往復の8便が運行する[1]。
- 生活交通バスは、市内を3地区に分け、各地区内で運行する40系統の路線。平日（月曜日から金曜日）に週1 - 2往復を運行し、各ルートにより曜日が異なる[1]。
- 拠点間連絡バス、生活交通バスとも、年末年始（12月31日 - 1月3日）は運休[1]。
- バス停留所のない場所で乗降可能なフリー乗降区間がある[1]。

### 運行事業者
- 拠点間連絡バスの運行は、鹿児島交通（加世田営業所）に委託している。
- 生活交通バスの運行は、宇都自動車商会（うとタクシー）に委託している。

### 運賃
- 大人（高校生以上）100円、小中学生50円。未就学児は無料[1]。
- 障害者手帳提示により、障害者は運賃無料となる[1]。
- 南九州警察署発行の証明書提示により、65歳以上の運転免許証自主返納者は運賃無料となる[1]。
- 拠点間連絡バスの運賃支払いには、いわさきICカード・RapiCaがともに利用できる。

### 路線

#### 拠点間連絡バス
頴娃 - 川辺線
- 頴娃支所 - 頴娃高校前 - 下門 - 春向 - 山脇 - 赤崎 - 飯山 - 粟ヶ窪 - 牧渕別府 - 上渕 - 青戸 - 加治佐 - 新田 - 浮辺 - 東門 - 内園 - 霜出げんき館 - 県立保健看護学校前 - 霜出 - 湯穴 - 柳下 - 外牧 - 高田上 - 高田 - 宮小路 - 宮 - 乱橋 - 平山下 - 平山中央 - 川辺文化会館
- 1日4往復運行、日曜日運休。

番所鼻公園 - 知覧線
- 番所鼻公園 - 別府温泉 - 大川郵便局 - 松ヶ浦港 - 南部出張所 - 松山 - 下塚 - 塗木 - 霜出 - 県立保健看護学校前 - 霜出げんき館 - 東平久保 - 木佐貫原 - 保健センター - 温泉センター - 知覧特攻観音入口 - 下郡 - 楠元 - 薩南工業高校前 - 中郡まち - 中郡 - 市役所 - 法務局前 - 知覧
- 1日4往復運行、日曜日運休。
- 松ヶ浦港 - 南九州市役所の路線を、起終点をそれぞれ延伸したもの。太字が延伸区間。

##### 過去の路線
松ヶ浦港 - 南九州市役所
- 松ヶ浦港 - 南部出張所 - 松山 - 下塚 - 塗木 - 霜出 - 県立保健看護学校前 - 霜出げんき館 - 東平久保 - 木佐貫原 - 保健センター - 温泉センター - 知覧特攻観音入口 - 下郡 - 楠元 - 薩南工業高校前 - 中郡まち - 中郡 - 南九州市役所
- 1日4往復運行、日曜日運休。

#### 生活交通バス
- 頴娃系統：01から19までの系統がある[5]。
- 知覧系統：01から14までの系統がある[5]。
- 川辺系統：01から14までの系統がある[5]。

### 車両

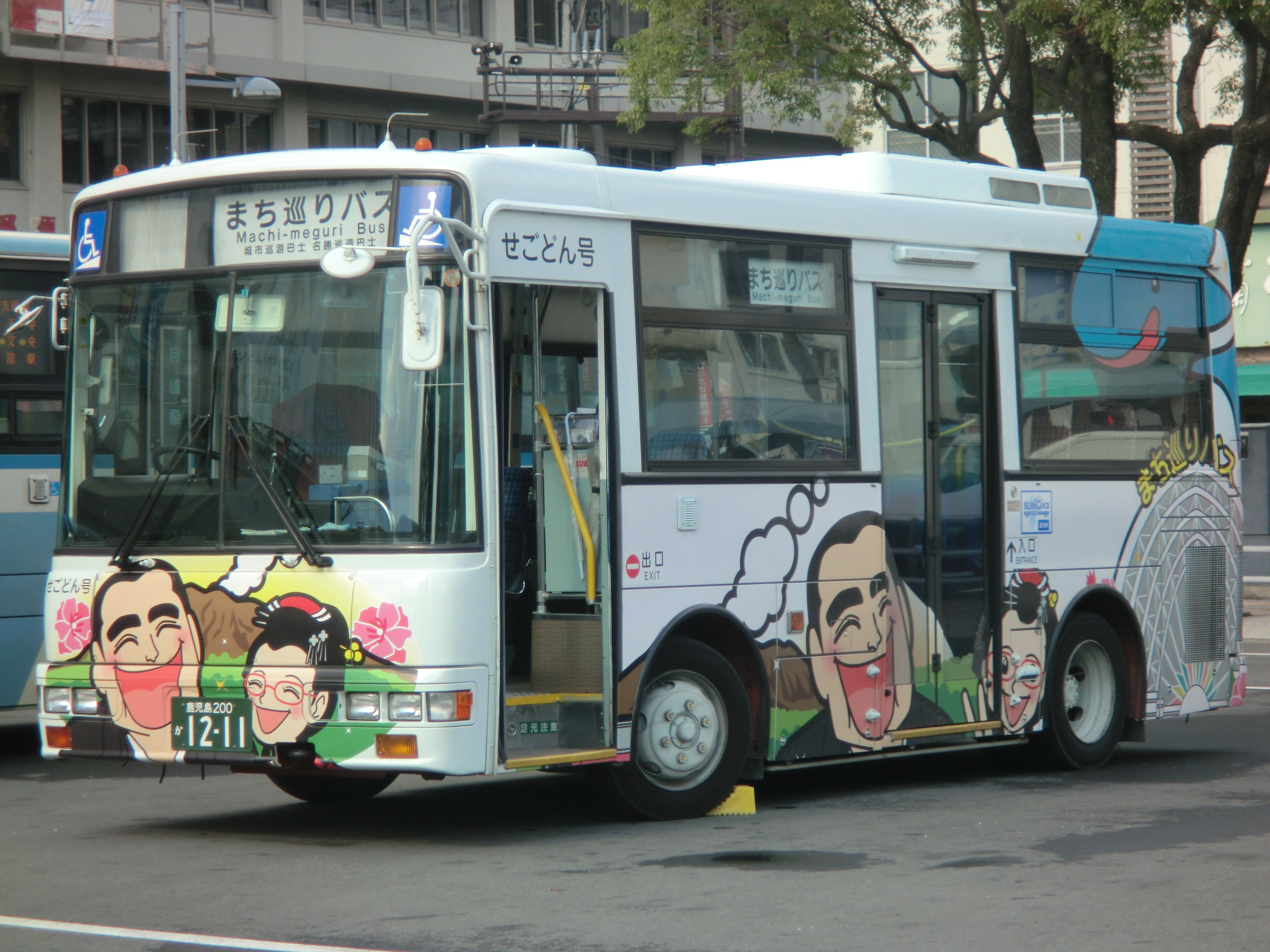
鹿児島交通の「まち巡りバス せごどん号」で使用される同型車両

鹿児島交通が運行を受託する拠点間連絡バスでは、ひまわりバス専用ラッピングを施した小型車が使用される。黄緑色にひまわりの花を大きく描いたデザインで、車体前面・側面・後面に「南九州市コミュニティバス ひまわりバス」の文字が白抜きで書かれている。
専用車両として、日産ディーゼル・RNが2台使用される（KC-RN210CSN、1997年式、鹿児島200か1116・1117）。いずれも京王バスからの移籍車で、富士重工業製8E車体を架装しているが、前面形状がいわゆる「京王マスク」と呼ばれる丸みを帯びた特注タイプとなっている。また京王バスの特徴であった系統番号と行先表示の部分が2分割された前面方向幕をそのまま使用しており（系統番号部分を埋めて使用）、移籍元の鑑別点となっている。
鹿児島交通をはじめ、いわさきグループには京王バスの中古車が多数移籍している。京王が日産ディーゼルと共同開発した車椅子用スロープ付きワンステップ小型バスのRNは発売後に大半が京王へ納入され、除籍後はバリアフリー対応の小型車として全国各地に移籍し、コミュニティバスや狭隘路線、閑散路線用に重宝された。いわさきグループでも元京王のRNを大量導入し、鹿児島交通では一般路線のほか、鹿児島市内観光地巡回バス「まち巡りバス せごどん号」、南さつま市コミュニティバス「つわちゃんバス」でも元京王のRNを使用している。

## 川辺町地域バス

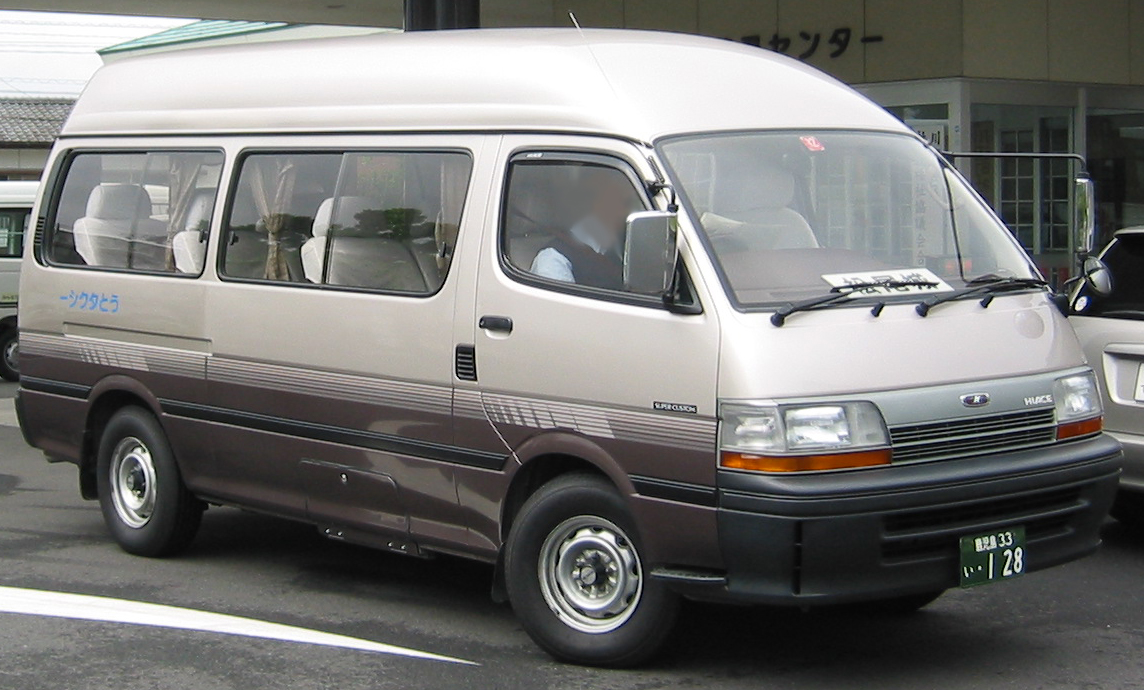
川辺町地域バス
宇都自動車商会（うとタクシー）の車両

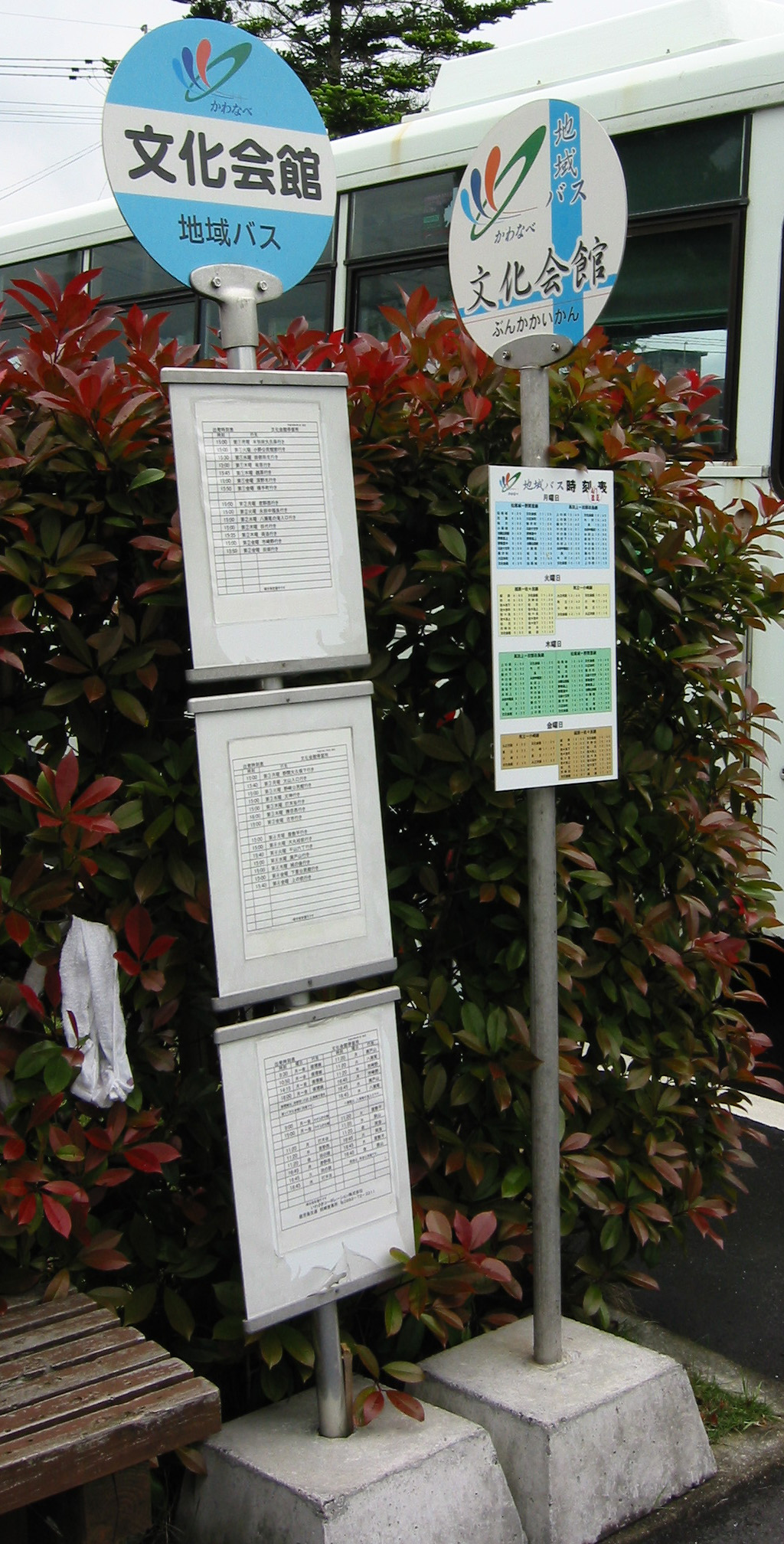
川辺町地域バスのバス停

川辺町地域バスは、旧川辺町が運行していたコミュニティバスである。2003年2月に4路線で運行開始。宇都自動車商会（うとタクシー）に運行を委託していた。
南九州市への合併後も、旧川辺町域でそのまま運行を継続していたが、2009年のひまわりバス運行開始に伴い、ひまわりバスへ統合された。

### 概要
- 運賃は1回利用につき100円[6]。
- 土曜・日曜は運休。祝日は運行していた。
- 鹿児島交通と宇都自動車商会（うとタクシー）に運行を委託していた。

### 路線

#### 鹿児島交通
鹿児島交通が担当していた路線は以下のとおり。

#### 宇都自動車商会
宇都自動車商会（うとタクシー）が担当していた路線は以下のとおり。
高田上 - 田部田島線
- 文化会館 - 島 - 高田下 - 上の前

松尾城 - 野間里線
- 文化会館 - 古殿公民館 - 松尾城

越原 - 田部田佐々良線
- 文化会館 - 佐々良 - 越原

馬立 - 小崎線
- 文化会館 - 小崎 - 馬立

### 車両
- 宇都自動車商会（うとタクシー）は、トヨタ・ハイエースを使用していた。